# Военный городок (Щукино)
Военный городок — комплекс жилых и общественных зданий, выстроенный в 1930-х годах неподалёку от подмосковной усадьбы Покровское-Стрешнево. Ныне находится на территории района Щукино Северо-Западного административного округа Москвы между улицами Маршала Василевского, Академика Бочвара, Маршала Новикова и Академика Александрова. Военный городок предназначался для командного состава РККА и изначально был рассчитан на 10 000 человек. Генплан городка разработал архитектор Н. И. Рипинский, работавший в начале 1930-х годов в 1-й мастерской Моссовета под руководством И. В. Жолтовского. В состав комплекса входило 28 корпусов, в том числе детский сад и клуб. Квартал занимал территорию в 18 га, из которых 1,6 га приходилось на внутриквартальный сад со спортивными площадками.

## История

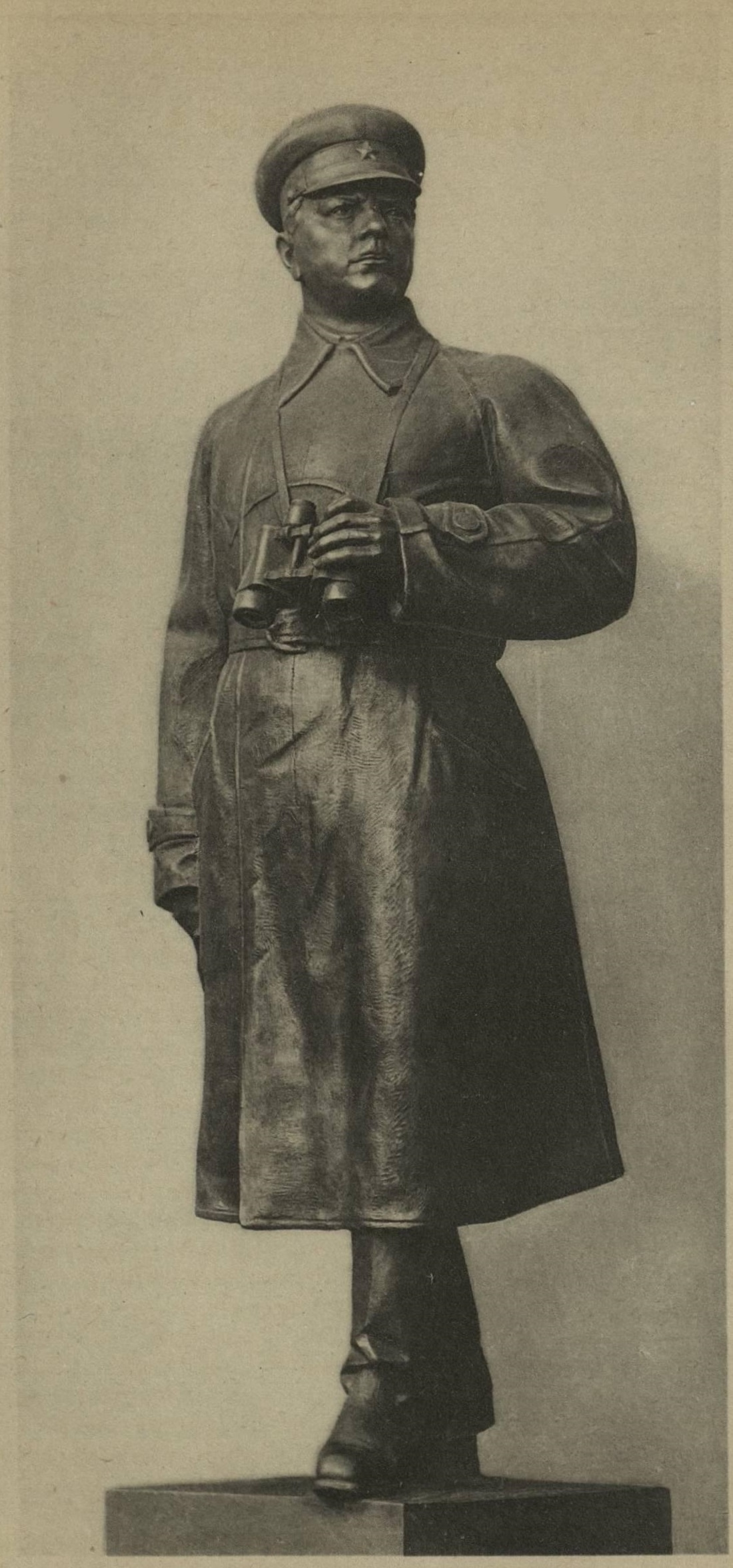
Скульптура «К. Е. Ворошилов на маневрах» работы В. В. Козлова. Её копия стояла во дворе дома 12к1 по ул. Маршала Новикова

Строительство военного городка для командного состава РККА началось в мае 1932 года. В первый год на стройке трудились около 1000 человек. Строительством руководил заместитель народного комиссара обороны С. С. Каменев, он часто посещал стройплощадку. Изначально предполагалось построить для городка обычные деревянные каркасно-засыпные дома, но затем было решено пойти по пути использования новых строительных методов и материалов. Строительство стало опытным для освоения новой техники с целью переноса опыта на другие стройки РККА. Дома в военном городке были трёх типов: мелко-блочные, крупно-блочные и из литого бетона. Большинство домов комплекса были построены из мелких шлакоблоков. По некоторым сведениям, военный городок получил имя К. Е. Ворошилова.
Военный городок первоначально имел адрес: Щукинская улица, 26. Внутренняя застройка обозначалась как номера корпусов, всего их было 28. На будущую улицу Маршала Василевского выходили фасады трёх крупных жилых домов. Главный въезд на территорию городка был устроен через арку центрального пятиэтажного корпуса. Во дворе напротив арки находилась спортивная площадка и внутриквартальный сквер. Справа (в северо-западной части, около нынешней улицы Академика Бочвара) находился комплекс из десяти трёхэтажных шлакоблочных жилых домов (ныне снесены). Слева находилось ещё 5 трёхэтажных жилых домов. В глубине квартала располагались детский сад, начальная школа, клуб-столовая, баня и другие административно-общественные здания.
Публикации 1950—1960-х годов относили двор военного городка к хорошим примерам обустройства внутриквартальной территории. Отмечалось наличие спортивных площадок и большое количество зелёных насаждений. Здания отделялись от внутриквартальных проездов зелёными массивами, в которых были устроены детские площадки и площадки для отдыха. В центральной части территории размещался сквер и спортивная площадка.
В Военном городке имелось отделение поликлиники (при общежитии), которое в 1941 году вошло в штат Центрального военного госпиталя. С 1948 года она именовалась «Поликлиникой № 4». В 1950 году в Военном городке была открыта детская музыкальная школа № 2 Ленинградского района.
В начале 1950-х годов жителями Военного городка было организовано местное отделение Добровольного общества озеленения Москвы. Жители сами высаживали деревья, кустарники и цветы, ухаживали за растениями. Среди высаженных жителями растений: яблони, клёны, липы, тополя, берёзы, кусты акации и боярышника. Около корпуса 15 был разбит цветник, в котором было высажено до 50 наименований цветов, включая георгины, флоксы, гладиолусы, пионы, канны, астры и другие.
С первой половины 1950-х перед домами 11 и 13 по улице Маршала Василевского размещаются гаражи. К 1980-м годам большинство трёхэтажных домов было снесено, на их месте возвели типовые панельные дома. Спортивные площадки во внутриквартальном саду были ликвидированы в 1990-х годах. На их месте был возведён элитный жилой дом с огороженной территорией.

## Здания и сооружения

### Трёхэтажные жилые корпуса
Первыми в Военном городке были построены трёхэтажные жилые корпуса (к середине 1935 года было сдано в эксплуатацию 14 из них). В каждом из этих корпусов было три подъезда и 18 квартир, обставленных со всеми удобствами. Дома были электрифицированы и радиофицированы. Если в самых первых корпусах временно устанавливались голландские печи, но в остальных изначально было устроено паровое отопление. Почти все трёхэтажные жилые корпуса были снесены к 1980-м годам. Сохранился только один трёхэтажный корпус (улица Маршала Новикова, 10к2), который был капитально реконструирован.

### Жилой дом из крупных блоков

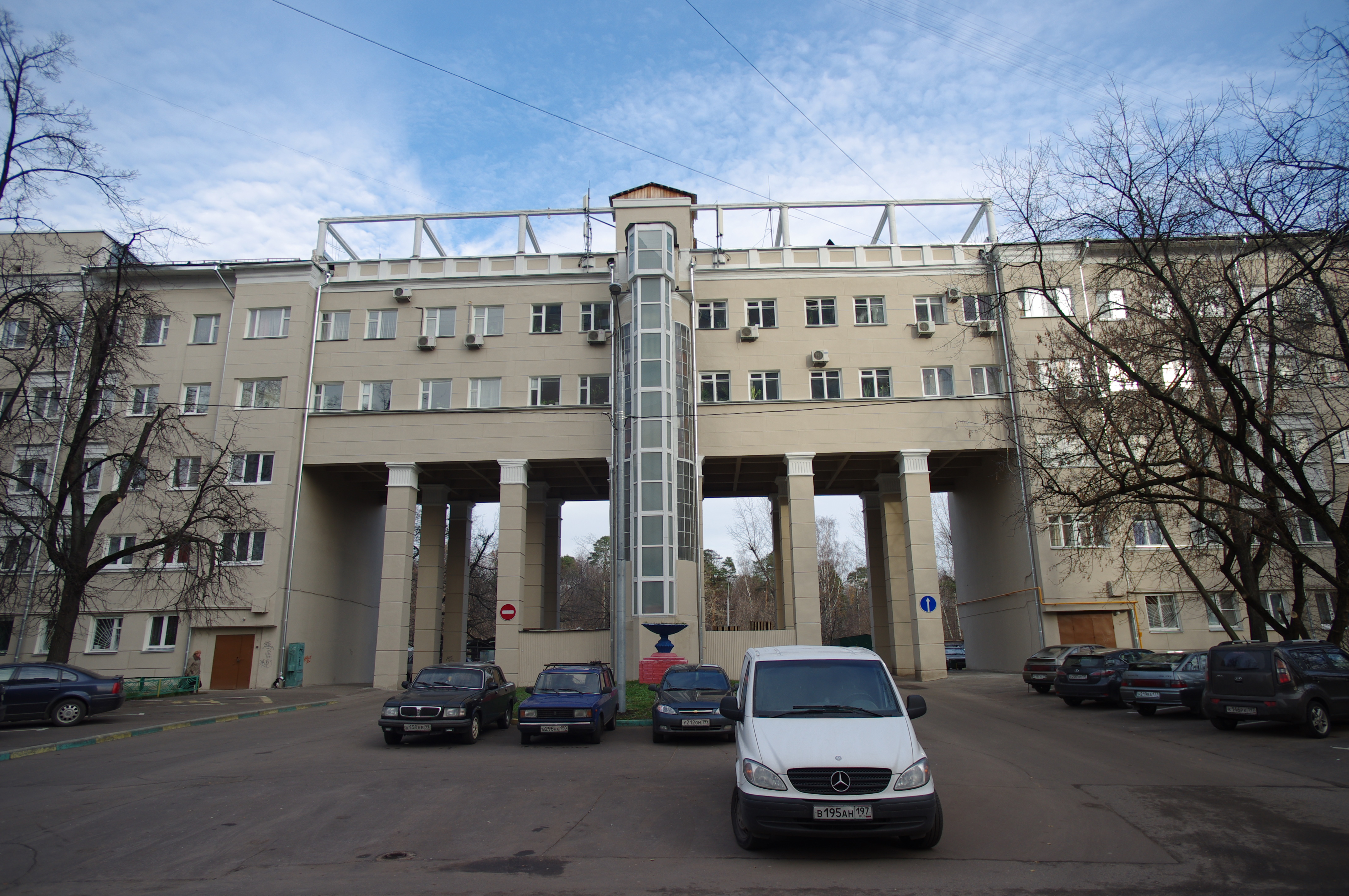
ул. Маршала Василевского, 13к1

Дом 13, корпус 1 по улице Маршала Василевского, построенный в 1936 году, был одним из первых домов Москвы из крупных блоков. Авторы проекта — архитекторы Н. И. Рипинский, Л. В. Фельдман и А. И. Черкасский. Дом имеет 5 этажей и 11 подъездов. Отличительной особенностью дома является арка в центральной части высотой в 3 этажа. В центральной опоре помещается лестничная клетка, ведущая к расположенным над аркой квартирам. Дом оформлен в духе постконструктивизма. У него чёткие и геометричные объёмы, но в то же время фасады имеют скромный декор в виде горизонтальных тяг и балконных балюстрад. Строительство осуществлял 3-й участок ВСУ РККА.
Внутренний сборный каркас здания был выполнен по проекту инженера С. А. Стафилевского.
В постсоветских публикациях известен под названием «Авангардный дом».

### Прочие жилые дома

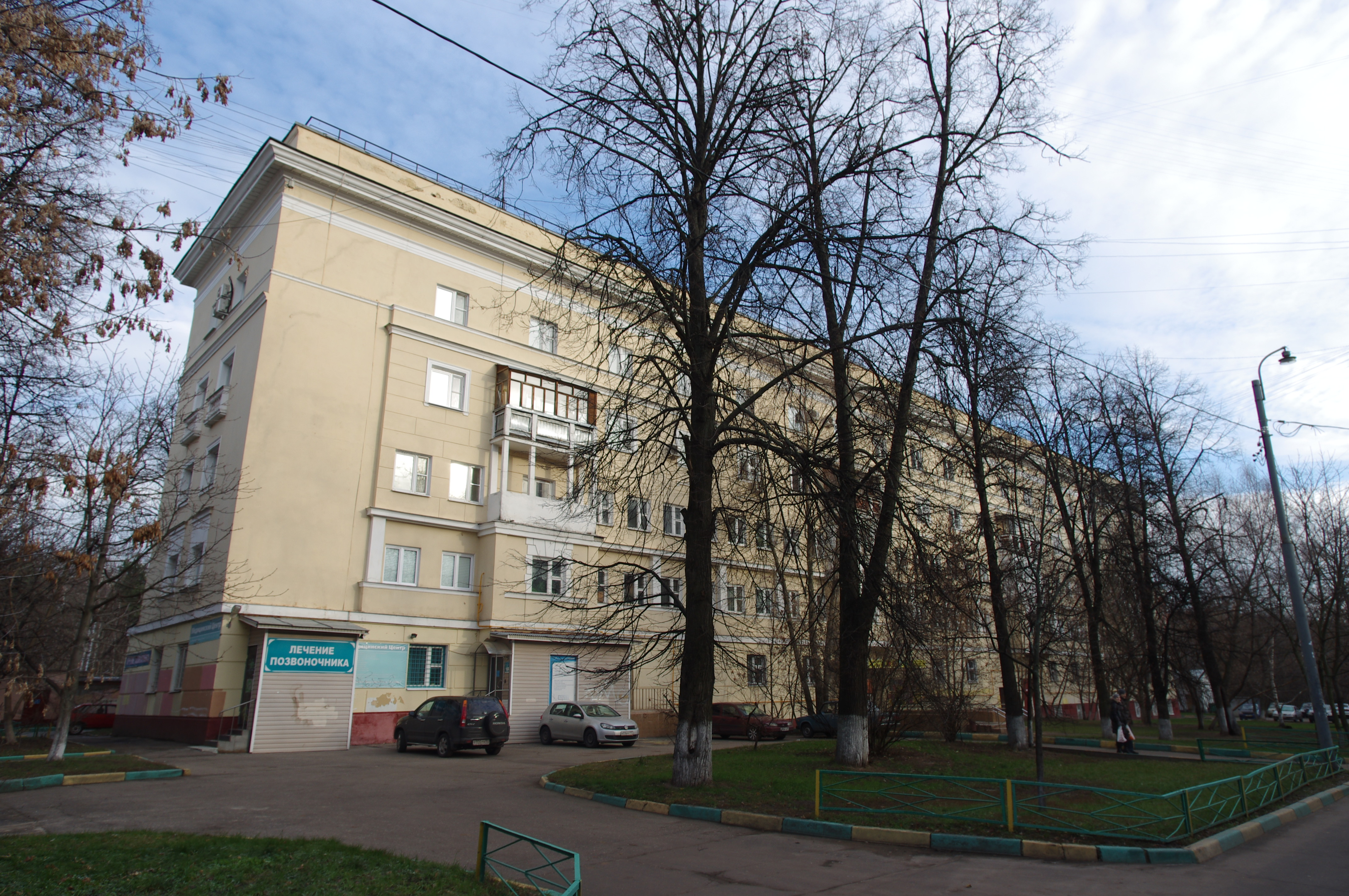
ул. Маршала Василевского, 11

- улица Маршала Васлевского, дом 11к1 — 5-этажный дом, изначально на 45 квартир. Строительство осуществлял 3-й участок ВСУ РККА в 1934—1935 годах, архитектор Л. В. Фельдман[21].
- улица Маршала Васлевского, дом 15 — 7—8-этажный жилой дом, построенный незадолго до начала Великой Отечественной войны. В постсоветских публикациях приписывается архитектору Т. Г. Рерих[23] (личное дело архитектора эту версию не подтверждает)[24]. В 1950-х годах значился по адресу: 5-я улица Октябрьского поля, 35/25. Дом построен в сталинском стиле. В советское время в нём размещались почта, отделение милиции и магазин «Военторг»[23]. В доме жили Герои Советского Союза А. С. Додонов и В. Я. Супрун[25], а также архитектор И. С. Телятников[26].
- улица Маршала Новикова, дом 4к1 — 4—5-этажный жилой дом, изначально на 62 квартиры. Строительство осуществлял Военпроект КЭУ РККА в 1935—1937 годах, архитектор Л. В. Фельдман[21].
- улица Маршала Новикова, дом 10к1 — 4-этажный жилой дом, изначально на 32 квартиры. Строительство осуществлял Военпроект КЭУ РККА в 1935—1937 годах, архитектор Л. В. Фельдман[21].
- улица Маршала Новикова, дом 12к1 — жилой дом, построенный Военпроектом КЭУ РККА в 1935—1937 (архитектор Л. В. Фельдман). Изначально имел 4—5 этажей и 70 квартир[21]. Во дворе дома размещалась тиражная скульптура «К. Е. Ворошилов на маневрах» работы В. В. Козлова (утрачена). В постсоветское время дом был надстроен, став шестиэтажкой с мансардой[23].

### Детский сад

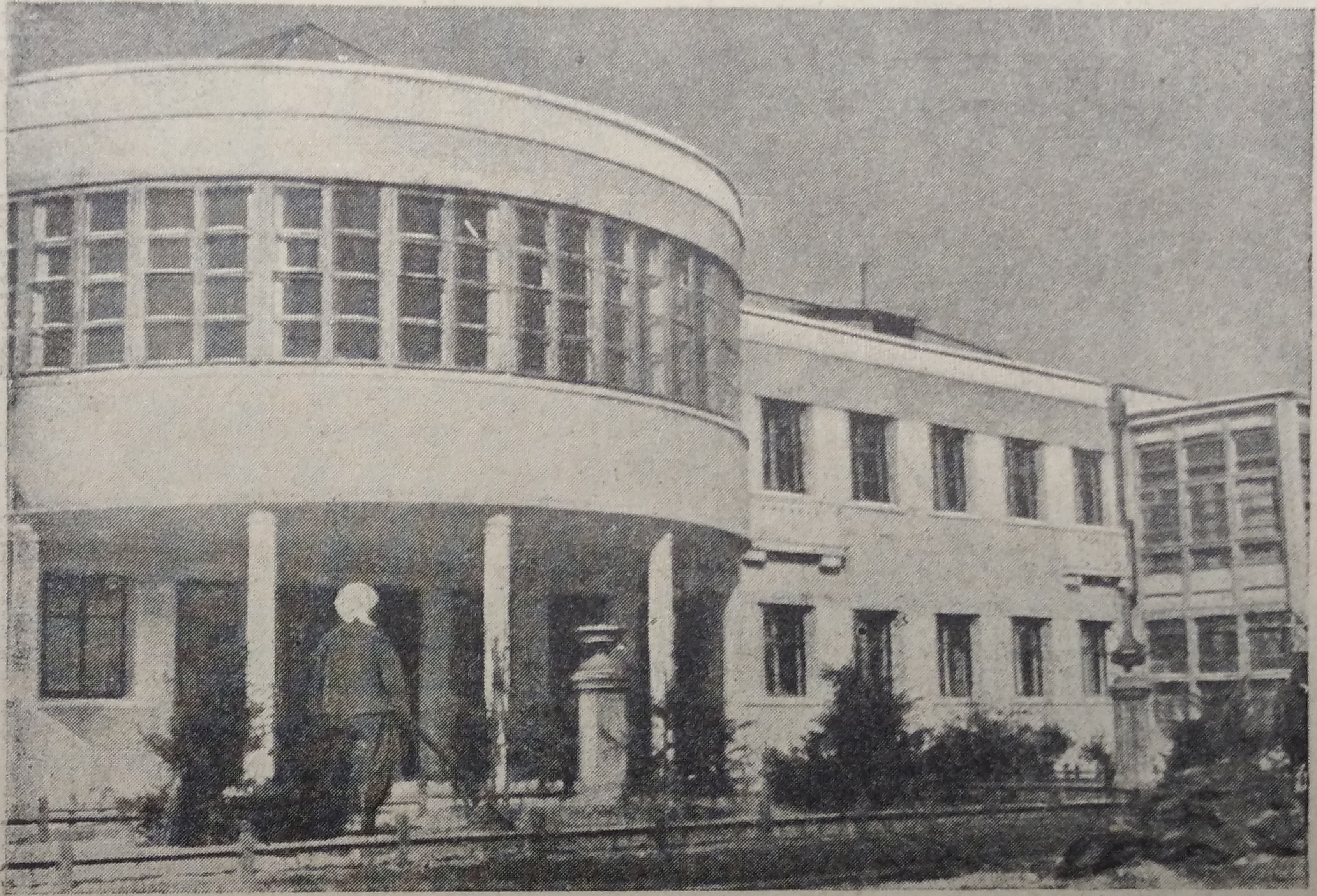
Детский сад в 1935 году

В 1935 году в составе комплекса военного городка был построен детский сад. После войны холодные веранды для дневного сна были перестроены. Изначально детский сад был рассчитан на 120 мест. Помимо кухни, столовой, гардеробной, хозяйственных помещений, комнат отдыха, в нём имелись актовый, музыкальный и спортивный залы. Во дворе был устроен плескательный бассейн, украшенный четырьмя скульптурами слонов.
В мае 2012 года детский сад был закрыт по причине неудовлетворительного технического состояния, планировался снос. Однако многие градозащитники выступили за сохранение здания, и снос был приостановлен. В 2019 году здание было внесено в реестр объектов культурного наследия регионального значения.

### Клуб-столовая

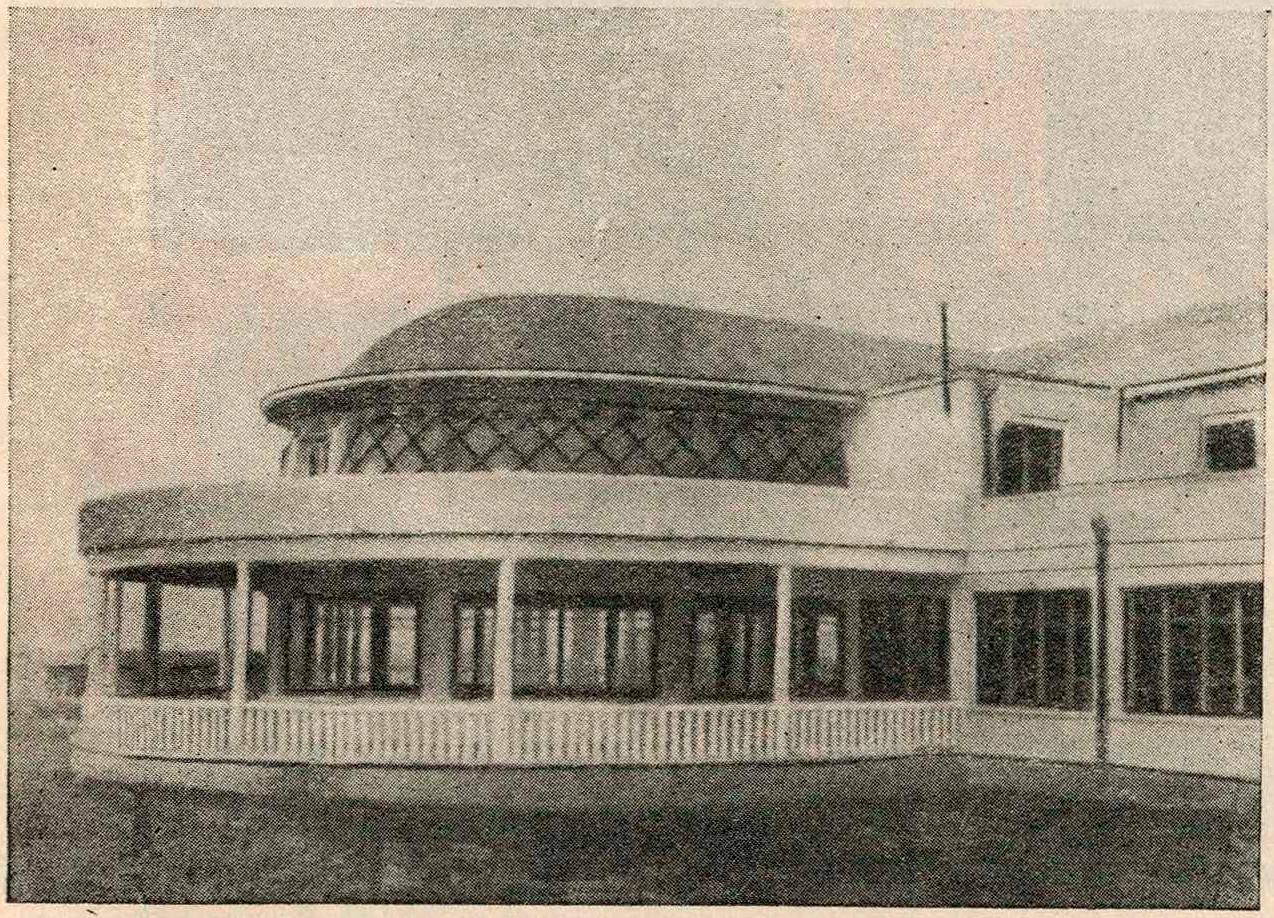
Клуб-столовая в 1937 году

Клуб-столовая была открыта в 1935 году. Авторы проекта здания — архитекторы Н. И. Рипинский и Н. А. Чередниченко. На крыше было устроено сетчатое сводчатое безметаллическое перекрытие конструкции С. И. Песельника (аналог покрытия системы «Цольбау»). В столовой была паровая механизированная кухня, просторные залы, веранды и буфетный плац на крыше. К концу 1940-х годов сетчатые перекрытия были демонтированы, а здание надстроили двумя этажами. В здании разместился филиал клуба ЦДСА.

### Внутриквартальный сад
Внутриквартальный сад изначально являлся центром композиции военного городка, он размещался в его центре, на главной оси арки крупноблочного дома. Площадь сада составляла 1,6 га, он состоял из зоны для отдыха и прогулок (ныне сквер «Юность») и зоны для спорта (не сохранилась). С четырёх сторон его окружали внутриквартальные проезды. По периметру сада находилась прогулочная аллея, засаженная липами. Сквер «Юность» был разделён пешеходными дорожками на несколько участков, обсаженных по периметру кустарниками и засеянных газоном. На отдельных участках газона случайным образом были высажены кустарники и деревья. В центре сквера была устроена круглая площадка с фонтаном. По периметру сада была высажена живая изгородь, состоявшая из двух рядов кустарника (ирга, акация) и деревьев (клён, вяз). Вход в сад со стороны арки крупноблочного дому был решён площадкой со скульптурой копьеносца, вокруг были устроены цветники (однолетники).

### Спортивная площадка
В северной части внутриквартального сада размещался спортивная площадка. Она включала четыре теннисных корта, две волейбольные, одну баскетбольную и городошную площадки, а также гимнастический городок. Территория была огорожена металлической сеткой. Спортплощадки были удалены от домов, благодаря чему не доставляли дискомфорта жителям.
С середины 1940-х годов здесь размещалась спортивная база, в устройстве которой принял участие спортивный клуб ЦДСА. По данным 1956 года физкультурный коллектив насчитывал 350 человек. Наибольшей популярностью пользовалась секция тенниса (125 человек). Зимой заливался каток, действовала школа фигурного катания. По сведениям 1968 года, там занималось около 300 человек.
В 1980-х годах народный артист СССР Махмуд Эсамбаев, бывший тогда в качестве депутата Верховного Совета СССР, помог добиться реконструкции спортивной площадки. По проекту одного из местных жителей, архитектора И. С. Телятникова, там был построен двухэтажный павильон. В 1995 году без уведомления коллектива спорткомплекса был проведён конкурс на аренду его территории. Несмотря на протесты местных жителей и вмешательство Махмуда Эсамбаева, спортивная площадка была ликвидирована, а на её месте был возведён элитный жилой дом с огороженной территорией и подземной парковкой.

### Скульптурное оформление

«Физкультурник с гранатой»

Двор Военного городка изначально был украшен скульптурами, малыми архитектурными формами (вазонами) и цветниками. По обеим сторонам от центрального въезда (через арку крупноблочного дома) стояли скульптуры «Физкультурник с гранатой» и «Теннисистка». Это были тиражные скульптуры, изготовленные по модели А. Л. Степанянца. По обеим сторонам от спортивной площадки стояли тиражные скульптуры «Физкультурник с копьём» Д. П. Шварца и «Девушка с мячом» С. А. Пожильцова. Во дворе дома 12к1 по улице Маршала Новикова стояла тиражная скульптура «К. Е. Ворошилов на маневрах» работы В. В. Козлова. Во второй половине 1940-х годов в Военном городке было установлено несколько декоративных цветочных вазонов.
До 2020-х годов почти в неизменном виде сохранился только «Физкультурник с гранатой» и вазоны у домов 15 и 13 к.1. В середине 1990-х годов, после начала строительства на месте спортплощадки, местные жители приняли решение закопать «Теннисистку», чтобы спасти скульптуру от уничтожения (к тому моменту она была серьёзно повреждена, отсутствовал ряд фрагментов). Летом 2024 года скульптура была откопана, начались реставрационные работы (реставраторы Андрей Пасхин и Елена Пасхина). Вместе с «Теннисисткой» на реставрацию были отправлены два сохранившихся вазона.
19 апреля 2025 года отреставрированные вазоны вернулись на место. 6 апреля 2025 года во двор дома 13 к.1 вернулась отреставрированная «Теннисистка». Утраченная голова скульптуры была воссоздана по старым фотографиям.